# Celestún
Celestún är en kommunhuvudort i Mexiko.   Den ligger i kommunen Celestún och delstaten Yucatán, i den östra delen av landet, 900 km öster om huvudstaden Mexico City. Celestún ligger 4 meter över havet och antalet invånare är 6 401.
Terrängen runt Celestún är mycket platt. Havet är nära Celestún åt nordväst. Runt Celestún är det mycket glesbefolkat, med 7 invånare per kvadratkilometer. Celestún är det största samhället i trakten. Trakten runt Celestún består huvudsakligen av våtmarker.